# Yan Majzner-Michalski
Yan Majzner-Michalski (ur. 1 grudnia 1932 w Częstochowie, zm. 12 kwietnia 1992 w Rio de Janeiro) – brazylijski krytyk teatralny polskiego i żydowskiego pochodzenia, eseista, pedagog. 

## Życiorys

### Młodzieńcze lata i II wojna światowa
Pochodził z żydowskiej rodziny zamieszkałej w Częstochowie. W trakcie II wojny światowej ukrywał się przed Niemcami. Pomagała mu w tym Polka, Zofia Batawia-Kłodnicka. Po zdobyciu dla niego sfałszowanych dokumentów ulokowała go u swoich krewnych na wsi. Z czasem, Zofia przekazała go do swojej siostry na południu kraju, jednak wobec wzrostu zagrożenia wykrycia przez Niemców, zdecydowała się wziąć go do siebie. Załatwiła chłopcu także zabieg medyczny, w wyniku którego zatarto ślady obrzezania, co pozwoliło mu przetrwać w ukryciu.

### Na emigracji w Brazylii
Yan (właściwie: Jan) Majzner-Michalski przybył do Brazylii w wieku dwunastu lat, a w 1956 roku przyjął obywatelstwo tego kraju. Zdecydował się związać swe losy z teatrem i aktorstwem. W 1955 roku rozpoczął kurs organizowany przez grupę teatralną "O Tablado", która stała się zarodkiem centrum kształcenia dla przyszłych aktorów. Z kolei w 1958 roku ukończył reżyserię teatralną na uczelni Fundação Brasileira de Teatro. Jego opiekunami byli profesorowie, w tym Zbigniew Ziembiński. Jako aktor i reżyser był członkiem wielu grup teatralnych, zarówno amatorskich jak i profesjonalnych. Zajmował się też pracą w brazylijskiej telewizji. Przez niemalże dwadzieścia lat (1963 – 1982) był autorem kolumny teatralnej w gazecie "Jornal do Brasil" publikowanej w Rio de Janeiro.
Yan Majzner-Michalski stał się też autorem biografii swojego mistrza, Zbigniewa Ziembińskiego, pt. "Ziembinski e o teatro brasileiro" ("Ziembiński i teatr brazylijski") oraz dwóch nagrodzonych książek "O Palco Amordaçado" ("Zakneblowana scena") i "O Teatro sob Pressão" ("Teatr pod presją"). Prace te opisują teatr w okresie reżimu dyktatury wojskowej i jego problemy związane z walką z cenzurą i represjami różnego typu. Z języka polskiego na portugalski przełożył "Męczeństwo Piotra Oheya" i "Policję" Sławomira Mrożka. W latach 1970 – 1982 był wykładowcą w Narodowym Konserwatorium Brazylii. W 1973 roku pojechał do Polski. Podczas pobytu w kraju odwiedził rodzinną Częstochowę oraz Wrocław. W latach 1974 – 1976 był prezesem Brazylijskiego Stowarzyszenia Krytyków Teatralnych ABCT (Associação Brasileira de Críticos Teatrais). W 1982 roku założył Dom Sztuki Laranjeiras w Rio de Janeiro, CAL (Casa das Artes de Laranjeiras), obejmują stanowisko koordynatora placówki. W 1984 roku rząd polski przyznał mu odznakę honorową "Zasłużony dla Kultury Polskiej". Wielokrotnie brał udział w międzynarodowych festiwalach teatralnych, sympozjach i spotkaniach krytyków teatralnych.
W 2022 r. wydano książkę, autorstwa Aleksandry Pluty, poświęconą życiu Jana Majznera-Michalskiego pt. Dwa życia Yana. Historia Jana Majznera-Michalskiego.